# 藤田弘志
藤田弘志（ふじた ひろし、1936年7月1日 - ）は日本の大蔵官僚。血液型はA型。

## 来歴
京都府福知山市出身（父母も京都府出身）。京都府立福知山高等学校、東京大学法学部第2類（公法コース）卒業。1960年 大蔵省入省（主計局総務課）。1966年7月 大阪国税局富田林税務署長。その後は経済企画庁総合計画局、証券局で勤務し、主計局の主計官補佐（主査）としては1〜2年目には司法、警察予算、3年目には防衛予算の係に着いた。関税局総務課長の後、1985年7月1日に富山県副知事となり、1987年7月1日 理財局次長（国有担当）。1988年6月15日 理財局次長（国有担当）を兼ねたうえで関東財務局長に就任。1989年6月23日 退官。同年7月 信託協会専務理事（〜1995年6月）。1995年 生物系特定産業技術推進機構副理事長（〜1997年8月）。1997年10月に名古屋証券取引所理事長（〜2003年）。2003年より名古屋証券取引所顧問。

## 略歴
- 1960年4月：大蔵省入省（主計局総務課）
- 1962年6月：近畿財務局理財部経済調査課
- 1963年6月：名古屋国税局調査査察部
- 1964年4月：大臣官房調査課（経済理論研修）
- 1965年4月：理財局外債課
- 1965年9月：理財局国庫課外債第一係長[3]
- 1966年4月：理財局国債課
- 1966年7月：大阪国税局富田林税務署長
- 1967年7月：経済企画庁総合計画局副計画官
- 1969年9月：証券局投資信託課長補佐
- 1971年7月：主計局主計官補佐（司法、警察係主査）
- 1973年7月：主計局主計官補佐（防衛第一係主査）
- 1974年7月：広島国税局直税部長
- 1976年7月：大臣官房企画官 兼 国税庁長官官房総務課
- 1977年6月：総理府人事局参事官
- 1979年7月：日本専売公社管理調整本部総務部主計課長
- 1981年7月：銀行局調査課長
- 1983年6月：関税局企画課長
- 1984年6月：関税局総務課長
- 1985年7月1日：富山県副知事
- 1987年7月1日：理財局次長（国有担当）
- 1988年6月15日：関東財務局長 兼 理財局次長（国有担当）
- 1989年6月23日：退官